# ليولايموس تيرانتي
ليولايموس تيرانتي Liolaemus tirantii هو نوع من السحالي في عائلة الإغوانية. ينتشر في الأرجنتين. 